# Volkswagen Virtus
La Volkswagen Virtus è una autovettura prodotta dalla casa automobilistica tedesca Volkswagen dal 2018.

## Descrizione
La Virtus, una berlina 3 volumi a 4 porte, è stata presentata nel novembre 2017 a San Paolo, in Brasile. La vettura, che viene venduta esclusivamente per il mercato brasiliano dal gennaio 2018, è costruita nello stabilimento Volkswagen di São Bernardo do Campo.
Realizzata sulla base della piattaforma MQB-A0, la stessa della Seat Ibiza Mk6, Audi A1 Mk2 e Volkswagen Polo VI, va a sostituire la versione a tre volumi della Polo V.
Al Salone Internazionale dell'Automobile di San Paolo nel novembre 2018, la Volkswagen ha presentato la Virtus GTS Concept, un concept car che prefigura la versione sportiva della berlina, alimentata dal 1.5 litri benzina sigla EA211 evo da 110 kW (150 CV).
Al lancio l'unica motorizzazione disponibile è un 1.0 a benzina tre cilindri turbocompresso da 85 kW (116 CV), che può essere alimentato con l'etanolo, in questo caso la potenza arriva a 95 kW (129 CV). In seguito è arrivato un 1,6 litri aspirato da 81 kW (110 CV), che ad etanolo diventano 86 kW (117 CV). A settembre 2020 è arrivata la variante GTS, dotata del 1.5 litri 4 cilindri turbo da 110 kW (150 CV).